# Балківська волость
Балківська волость — адміністративно-територіальна одиниця Мелітопольського повіту Таврійської губернії.
Станом на 1886 рік — складалася з 8 поселень, 8 сільських громад. Населення — 6453 особи (3266 чоловічої статі та 3187 — жіночої), 958 дворових господарств.
|                     | Площа, десятин | У тому числі орної, десятин |
| ------------------- | -------------- | --------------------------- |
| Сільських громад    | 18369          | 13124                       |
| Приватної власності | 30623          | 9509                        |
| Удільної власності  | 2732           | 1234                        |
| Іншої власності     | 2098           | 931                         |
| Загалом             | 53822          | 24798                       |

Найбільші поселення волості:
- Балка (Павлівка, Аталикова) — село при балці Аталиковій за 70 верст від повітового міста, 3215 осіб, 540 дворів, православна церква, школа, поштова станція, 5 лавок, лісова пристань, горілчаний склад, 2 ярмарки: 9 березня та 15 серпня, базар по п'ятницях. за 7 верст — цегельний завод.
- Благовіщенка (Іваненкове) — містечко при річці Конка, 1457 осіб, 257 дворів, православна церква, земська станція, 3 лавки, 3 ярмарки: 25 березня, 6 серпня та на день Вознесіння Господня, базар.
- Іванівка (Синельникове) — село при річці Конка, 1327 осіб, 210 дворів, православна церква, школа, 2 лавки, рибний завод.
- Орлянськ — село при балці Відихіна, 1737 осіб, 284 двори, православна церква, школа, поштова станція, 3 лавки, винний погріб, базар по понеділках.